# Vingrau

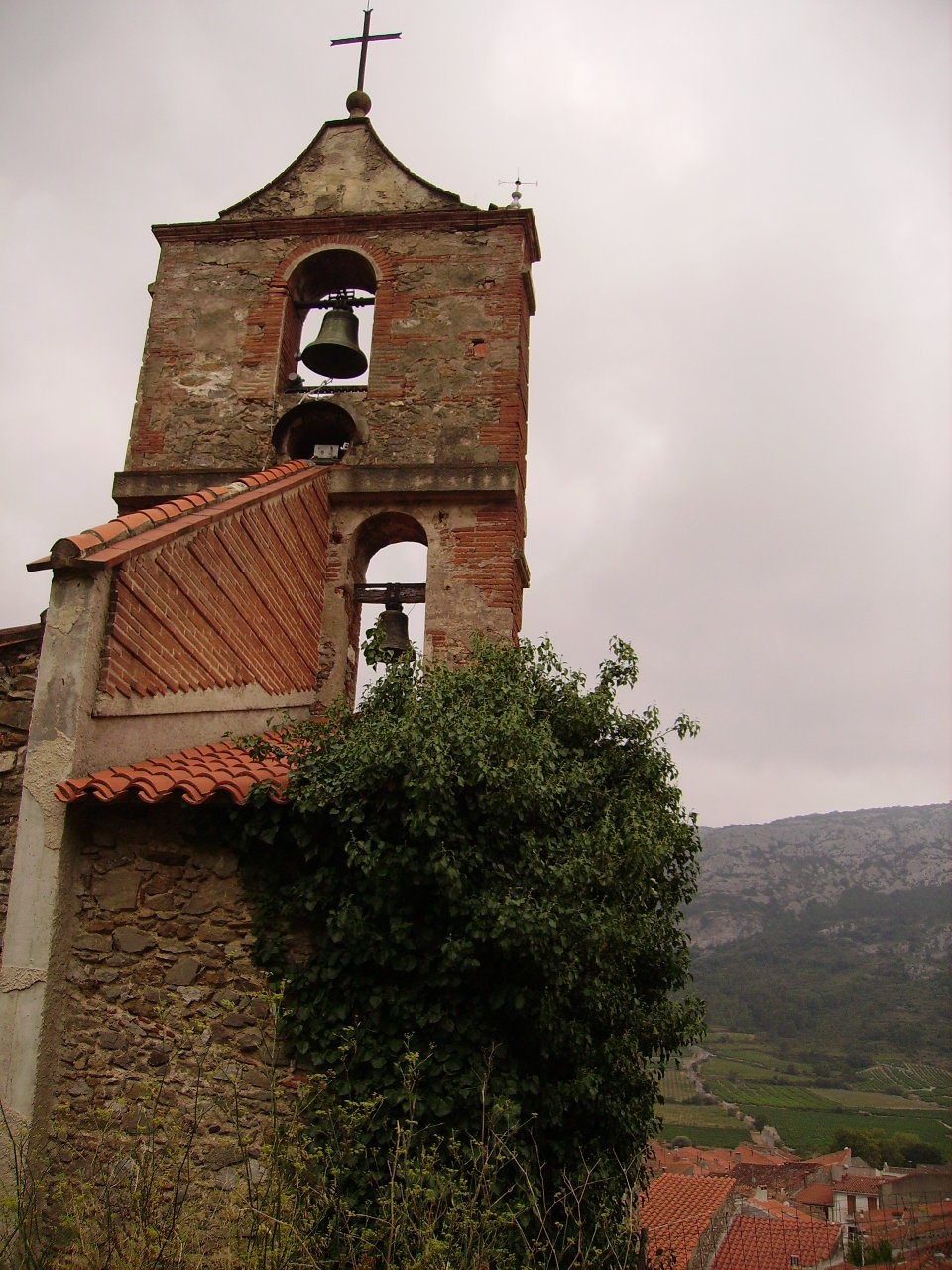
XII wieczny kościół w Vingrau (2005)

Vingrau – miejscowość i gmina we Francji, w regionie Oksytania, w departamencie Pireneje Wschodnie.
Według danych na rok 1990 gminę zamieszkiwało 426 osób, a gęstość zaludnienia wynosiła 13 osób/km² (wśród 1545 gmin Langwedocji-Roussillon Vingrau plasuje się na 551. miejscu pod względem liczby ludności, natomiast pod względem powierzchni na miejscu 154.).

## Populacja

Populacja Vingrau w latach 1962–2008